# Épisodes de Série rose
Cet article présente le guide des épisodes de la série télévisée française Série rose.

## Épisodes

### Épisode 1:La Gageure des trois commères
- France : 1986

- Diane Niderman (Anne)
- Christian Bouillette (1er mari)
- Thierry Redler (Guillaume)
- Valérie Rojan (Suzanne)
- Patrick Raynal (2e mari)
- Jean-Paul Comart (Guillot)
- Pascale Pellegrin (Sophie)
- Didier Pain (3e mari)
- Philippe Demarle (Damon)

### Épisode 3:Augustine
- France : 1986

- Catherine Leprince (Augustine de Villebranche)
- Catherine Lachens (la comtesse)
- Serge Avédikian (Charles)
- Thierry Bearzatto (Fabrice)
- Marie-Christine Robert (Rosette)
- Francis Maquet (le Turc)

### Épisode 4:Une villa à la campagne
- France : 1986

- Anne Fontaine (Mme Sophie Orlova)
- Witold Heretinski (Moujik)
- Bruno Devoldère (Pavel Smirnov)
- André Lourdelle (le jeune homme)
- Jean Topart (le narrateur)

### Épisode 5:Le Libertin de qualité
- France : 1986

- Maria Laborit (Mme Saint-Just)
- Philippe Caroit (Le libertin)
- Rosine Rochette (Mme de...)
- Marianne Basler (Julie, sa nièce)
- France Zobda (Melle Macao, la soubrette)

### Épisode 6:La Serre
- France : 1987

- Olivia Brunaux (Célestine)
- Paul Andrieu (Gustave)
- Danielle Denie (Jeanne)
- Philippe Auriault (le fils du boulanger)
- Paul Clairy (le boulanger)

### Épisode 7:Un traitement justifié
- France : 1990

- Marina Pierro (Bianca)
- Witold Heretynski (Le mari)
- Florence Laigle (Francesca)
- Denis Laustriat (Simon)
- Sylvain Schwartz (l'abbé)

### Épisode 8:Le Demi-mariage ou Le triomphe de la vertu
- France : 1990

- Françoise Viallon, Paolina Mlynarska (la Marquise)
- Patrice Valota (le Marquis)
- Grégoire Ingold, Béatrice Lefoulon (la soubrette)
- Myriam Moszko (la femme de chambre)

### Épisode 9:La Revanche
- France : 1990

- Anne Fontaine (Mathilde)
- Éric Arnold (M. de Garelle)
- Rosette (Mariette)
- Jean-Marc Maurel (M. de Chanterer)
- Frankie Pain (l'aubergiste)
- Béatrice Favier (la servante)

### Épisode 10:L'Épreuve d'amour
- France : 1990

- Cyrille Brisse (Vincent)
- Catherine Alcover (Bianca)
- Clémence Gégauff (Julia)
- Max Morel (L'abbé des Mantoue)
- Luc Florian (Duc Guillaume)
- Claude Aufaure (Cardinal)
- Hervé Fallou (César d'Este)
- Tessa Volkine (Francesca)
- Madeleine Vangell (Ornella)
- Liliane Ledun (La Duchesse de Mantoue)
- Nicolas Postillon (Le Page)
- Yves Adler (un médecin)
- Yves-Robert Viala (un médecin)
- Luc Gentil (un médecin)
- Joël Barbouth (le greffier)
- Marie Boitel (la dame d'honneur)
- Marie-Dominique Toussaint (une demoiselle de compagnie)
- Séverine Bedels (une demoiselle de compagnie)
- Yanic Dal (le barbier)
- Manu Pietri (le page du Duc Guillaume)
- Boris Visonneau (le valet)
- Francine Debaisieux (une matrone)
- Cécile Zimmer (une matrone)

### Épisode 11:Almanach des adresses des demoiselles de Paris
- France : 1990

- Jean Grimaud (François-Félix Dorté)
- Allan Wenger (le libraire)
- Rose-Marie Peluso (Dame Le Large)
- Jean Mylonas (Marquis de Sade)
- Gérard Villain (l’hôtelier)

### Épisode 12:La Dame galante
- France : 1990

- Marine Jolivet (Caliste)
- Yvette Caldas (la servante)
- Herve Bellon (François)
- Gilles Guelblum (Richard)
- Michel Godon (Guillaume)
- André Lourdelle (aubergiste)

### Épisode 13:Le Partenaire inattendu
- France : 1990

- Laurence Bauvencourt
- Michel Robin
- Stéphanie Lagarde
- Renaud Marx
- Thierry Bearzatto

### Épisode 14:La Mandragore
- France : 1990

- Norbert Kaart
- Marianne Assouline
- Nadine Spinoza
- Luc-Antoine Salmont

### Épisode 15:La Fessée
- France : 1990

- Lucienne Bruinooge (Mariette)
- Tina Shaw (La femme du Tisserand)
- Michael Redfern (Le Tisserand)
- Marc Legein (Luke)
- Mieke Uitterlinden (La cuisinière)

### Épisode 16:L'Élève
- France : 1990

- Michael Lees (Mr Desgrands, l'oncle)
- Isabelle Strawa (Suzon, la deuxième femme de chambre)
- Erik Burke (Jean, le neveu)
- Agnès Cassandre (la première femme de chambre)
- Sandrine Lemaire (la dernière femme de chambre)

### Épisode 17:Le Signe
- France : 1990

- Tom Jansen (le Baron)
- Marieke Van der Pol (la Baronne)
- Lucienne Bruinooge (Yvette)
- Théo Versteeg (le domestique)
- Mark Klein Essing (Jean-Louis)
- Mieke Uitterlinder (la boulangère)

### Épisode 18:Hercule aux pieds d'Omphale
- France : 1990

- Sylvie Canape (Sophie)
- Dominique Journet (Julie)
- Yves Pignot (l'Oncle)
- Alexandre Widmer (Théophile)
- Philippe Peltier (l'Antiquaire)
- Jeannette Herreng (la Servante)

### Épisode 19:Lady Roxanne
- France : 1991

- Laura Bayonas (Lady Roxanne)
- Gabriel Garbisu (Olivier)
- Francis Lorenzo (Perrault)
- Mabel Ordonez (Lucette)

### Épisode 20:Elle et lui
- France : 1991

- Iciar Alvarez (Valentine et Valentin)
- Johnny Aranguren (Arnaud)
- Penélope Cruz (Daphné, Javotte et Juliette)
- Marina Martinez Andina (Lady Caroline)
- José Antonio Navarro (Benoit, Beltran et Leporello)
- Manuel Rochel (Faustine et Faustin)

### Épisode 21:La Conversion
- France : 1991

- Véronique Moest (Erosie)
- Natacha Mircovitch (Juliette)
- Laurent Zunquin, Christophe Sindeu, Eric Franklin, Anick Belaubre, Lybert Navirot, Roger Tabrin

### Épisode 22:Le Lotus d'or
- France : 1991

- Chun Yan Ning (Lotus d'Or)
- Marguerite Tran (Tour de jade)
- Yoko Tani (Dame Lune)
- Yan Kugeler (Ximen Qing)
- Maew Yan James (Luth)
- Solange N'Guien (Canelle)
- Phan Lan (la servante)

### Épisode 23:L'Experte Halima
- France : 1991

- Hassan Guerrar (Kamar)
- Souad Naoui (Halima)
- Sybille Tibertelli (Schaharazade)
- Brian Baker (Roi Schahriar)
- Laetitia Colonna D'Istria (Étoile du Matin)
- Belkacem Tatem (Osta-Obeid)

### Épisode 24:La Grève de l'amour
- France : 1991

- Isabelle Wolfe (Lysistrata)
- Gábor Salinger (Méton)
- Gabi Kéner (Myrrhiné)
- Jenő Kiss (Xantias)
- Zsuzsa Nyertes (Lampito)
- Sádor Teri (Euripides)

### Épisode 25:Les Leçons de Bucciuolo
- France : 1991

- László Görög (Bucciuolo)
- Renáta Szatler (Isabetta)
- Zoltán Gera (Nicolo)
- Péter Cseke (Lazzarino)
- Csilla Herczeg (La servante)
- Judit Dénes (La serveuse)
- György Csák (1er frère)
- Miklós Nagy (2e frère)

### Épisode 26:Le Style Pompadour
- France : 1991

- Marie-Ève Dior (Mme de Pompadour)
- Jean-Marie Galey (Mr Binet)
- Pierre-François Pistorio (Louis XV)
- Marie Réache (Sylvie, servante de la Pompadour)
- Christiane Roux (jeune fille)
- Richard Boulet Despales (courtisan)
- Louis Rivas Esquivel (le barbier)
- Narrateur: Daniel Ceccaldi